# 鲁珀茨霍芬
鲁珀茨霍芬是德国莱茵兰-普法尔茨州的一个市镇。总面积4.78平方公里，总人口361人，其中男性189人，女性172人（2011年12月31日），人口密度76人/平方公里。